# 天主教伊巴教区
天主教伊巴教区 （拉丁語：Dioecesis Ibana）是菲律賓一個羅馬天主教教區，屬天主教圣费尔南多总教区。轄區包括三描礼士省。
2006年有教友556,110人、22個堂區、40名司鐸。現任教區主教為弗洛倫蒂諾·拉瓦里亞斯。
1955年6月12日設立自治監督區， 1982年11月15日升為教區。